# 小平惠一
小平 惠一（こだいら けいいち、1959年 - ）は、日本の建築家。小平惠一建築研究所を主宰。東京都文京区生まれ。
1983年、日本大学理工学部建築学科卒業後、富永譲+フォルムシステム設計研究所入所。1988年に退所し、1990年に、小平惠一建築研究所を開設。1994年、C.H.Cマーベルデザインコンペティション｀94で銅賞受賞。2000年、旧都市基盤整備公団茨城支社の住まいづくりセミナー講師。2004年、第11回空間デザインコンペティション作品例部門選外佳作。2005年から、日本大学理工学部建築学科非常勤講師。2006年、アイカジョリパット施工例コンテスト優秀賞受賞。
作品に、つくばの家、柳井の家、ひたち野の家、おおつ野の家、など。
著書：世界で一番やさしい建築入門（発行　エクスナレッジ）